# Гроссмейстерская ничья
Гроссмейстерская ничья
(также бесцветная
или короткая ничья) — неофициальное название закончившейся вничью без серьёзной борьбы партии между высококвалифицированными шахматистами. Обычно это определение используется, когда шахматисты высокого уровня соглашаются на ничью на первом-втором десятке ходов, в позиции, которую нельзя считать объективно ничейной.

## Появление термина
В конце XIX века позиционная школа игры, развитию которой поспособствовал В. Стейниц, стала набирать популярность. Особую роль в её популяризации сыграли Эм. Ласкер и З. Тарраш. Новое учение было доступно для овладения — появились мастера, которые, умело маневрируя, ожидали ошибок от противника. Выросло число бессодержательных партий и появился термин «гроссмейстерская ничья».
Термин применяется в шахматной журналистике с конца XX века в связи с появлением особой тактики спортивной борьбы в турнирах по круговой и швейцарской системе: набирать очки за счёт побед над слабейшими соперниками и делать ничьи с сильнейшими. Эффективность этой тактики основана на том, что поражение, особенно в швейцарской системе, заметно ухудшает положение игрока, поэтому в игре сильных и близких по силе игроков, когда агрессивная игра на победу объективно увеличивает и риск проигрыша, для обоих соперников оказывается выгоднее получить гарантированные пол-очка за ничью.

## Примеры
Американский гроссмейстер Роберт Фишер обвинял советских шахматистов Т. В. Петросяна, Е. П. Геллера и П. П. Кереса в том, что они на турнире претендентов 1962 года на Кюрасао договорились на ничьи между собой. Таким образом они получили дополнительные дни отдыха и в итоге заняли три первых места в турнире.

## Контрмеры
Гроссмейстерские ничьи снижают зрелищность шахматных соревнований, в связи с чем с ними пытаются бороться теми или иными способами. Соглашение на ничью до определённого хода без специального разрешения судьи или судейской коллегии запрещалось во многих соревнованиях ещё с XIX века; например, в зимнем чемпионате Венского шахматного клуба (1893) не разрешалось предлагать ничью ранее 16-го хода.
На 33-м конгрессе ФИДЕ (1962) было принято решение, которое допускало (как и в соревнованиях в СССР) соглашение на ничью до 30-го хода лишь с разрешения судейской коллегии (оно не распространялось на соревнования за первенство мира); на 34-м конгрессе (1964) это ограничение было отменено. В последние годы[когда?] на шахматных турнирах всё чаще применяются правила, ограничивающие право соперников на заключение ничьей по соглашению в неясной позиции. Радикальным способом избавления от гроссмейстерских ничьих является изменение формата турнира, например, переход к нокаут-системе.
Также предлагается ввести укороченный контроль и дополнительные партии в формате быстрых шахмат, если была зафиксирована короткая ничья в классических.
Среди идей по борьбе с ничьими высказывалось предложение ввести «творческие коэффициенты».